# オレグ・グラバール
オレグ・グラバール（Oleg Grabar. 1929年11月3日 - 2011年1月8日）はイスラーム美術を専門とする考古学者・美術史家。フランスで生まれ、1960年にアメリカ合衆国に帰化している。イスラームの美術と建築の広範かつ繊細な研究を通じ、西洋におけるイスラーム文化の一面的な理解に変革をもたらした。英語風の表記はオレグ・グレーバー。

## 略歴
フランスのストラスブールでビザンチン学者のアンドレ・グラバールの息子に生まれた。パリ大学で東洋の言語と美術史を学び、1948年に歴史学の学士号を取得。卒業後はアメリカ合衆国に渡り、ハーバード大学で1950年に修士号を取得し、それからプリンストン大学で1955年に文学および東洋美術史の博士号を取得した。
1954年からミシガン大学(1954-69)で教職に就く。1969年からはハーバード大学で教育を行い、1980年には初のアガ・カーン教授のポストに就任した このポストに就いたことでオレグはイスラーム建築のためのアガ・カーン・プログラムにより刊行されるジャーナル『ムカルナス』の監修を務めることになった。1990年からはプリンストン高等研究所の歴史学部で教鞭を執り、1998年にはこのポストの名誉教授となった。エルサレムのオルブライト考古学研究所の所長も務めている。
2001年には、オレグはユネスコによりエルサレムの神殿の丘の発掘の査察官に任命された。
パリの碑文・文学アカデミーの特派員、アメリカ芸術科学アカデミー会員、アメリカ哲学協会会員、アメリカ中世アカデミー会員、ブリティッシュ・アカデミーのフェロー特派員（corresponing fellow）でもある。
1996年にカリフォルニア大学からジョルジョ・レヴィ・デラ・ヴィーダ賞を贈られた。また2001年にはスミソニアン博物館から「東洋の諸文明を、それらの芸術を通じて認知・理解することへの卓越した貢献」に対してチャールズ・ラング・フリーア賞を贈られた。2005年にはアメリカ大学美術協会の「美術分野での著述における生涯を通じた顕著な業績賞」（Distinguished Lifetime Achievement Award for Writing in Art）を受賞した。
2011年1月8日にプリンストンの自宅で心不全により没。

## 研究活動
オレグの研究分野は多岐に亘る。イスラームの初期に関心を持ちシリアのカスル・アル＝ヒール・アル＝シャルキの発掘を指揮した一方で、論文「エルサレム、ウマイヤ朝の岩のドーム」以降は岩のドームの権威の1人と目されている。1973年に英語で刊行され、以降改訂を重ねている著書『イスラーム美術の形成』からその研究を概観することができる。
オレグはペルシア絵画にも興味を持っており、評論『ペルシア絵画』を上梓している。また
シェイラ・ブレアーと共同で写本「大モンゴル『シャー・ナーメ』」の研究も行っている。
著書『イスラーム美術を考える——装飾の美学』はイスラーム美術の本質をめぐるオレグの思索を示している。

## 書誌
オレグは20冊ほどの著書と150本ほどの論文を著しており、論文の大部分は
インデックス・イスラミクスに掲載されている。その他にも共著や対談などがある。
主著：
- Ceremonial and art at the Umayyad Court.  Ann Arbor : Ashgate, 1955. (thèse se doctorat en philosophie soutenue à l'université de Princeton)
- The coinage of the Tūlūnids. New-York : American Numismatic Society, 1957.
- Persian Art Beafore and after mongol conquest. Ann Arbor, University of Michigan Museum of Art, 1959
- The Formation of Islamic Art. New Haven, Londres : Yale University Press, 1973. (traduiten français sous le titre La formation de l'art islamique, réédité en anglais en 1987, en français en 2000)
- City in the desert: Qasr al-Hayr East. An account of excavations carried out at Qasr al-Hayr East. Cambridge : Harvard University Press, 1978.
- The Alhambra. Londres : Alen Lane, 1978. (réédité en anglais en 1992)
- Avec Sheila Blair.  Epic images and contemporary history: the illustrations of the Great Mongol Shahnama. Chicago : University of Chicago Press, 1980.
- Avec Richard Ettinghausen. Islamic Art and Architecture, 650-1250. Harmondsworth : Penguin Books, 1987. (réédité en 1994 et avec Marilyn Jenkins-Madina en 2001)
- The great mosque of Isfahan. Londres : Tauris, 1990.
- The Mediation of Ornement. Washington : National Gallery of Art, 1992. (traduit en français sous le titre L'ornement, formes en fonctions dans l'art islamique, 1996)
- Penser l'art islamique : une esthétique de l'ornement. Paris : Albin Michel, 1996.
- The dome of the Rock. New-York : Rizzoli, 1996. (traduit en français sous le titre Le dôme du Rocher, Joyau de Jérusalem en 1997)
- The shape of the holy : early islamic Jerusalem. Princeton : Princeton University Press, 1996.
- La peinture persane : une introduction. Paris : PUF, 1999.
- Mostly Miniatures: An Introduction to Persian Painting. Princeton : Princeton University Press, 2001.
- Images en terres d'Islam. Paris : RMN, 2009.

論文の一部は以下の書籍にまとめられている：
- Studies in Medieval Islamic Art. Londres : Variorum reprints, 1976
- Constructing the Study of Islamic Art. Aldershot / Burlington : Ashgate / Variorum, 2005. (4 vols)